# 太陽の200万ドル
『太陽の200万ドル』（たいようの200まんドル、フランス語: Popsy Pop、イタリア語: Fuori il malloppo、英語: The Butterfly Affair）は、1971年のイタリア・フランスの犯罪映画。監督はジャン・エルマン。アンリ・シャリエールが原作・脚本を執筆し、出演もしている。

## ストーリー
南米のアマゾン奥地の小さな町ビスタ・アレグレにはダイヤモンド鉱脈があり、シルバが取り仕切るユラリ・キニエラ・ダイヤモンド会社が一手にダイヤを引き受け、外国に売りさばいていた。
そこへ、マルコらのグループがやってくる。マルコの情婦でストリッパーのポプシー・ポップのショーにシルバをはじめとした町の住民が夢中になっているその隙にマルコらがダイヤを盗み出す計画だったが、ポプシー・ポップが裏切ってダイヤを持ち逃げする。怒った町民の手でマルコの仲間は殺され、シルバはマルコを連れてポプシー・ポップの後を追う。
カラカス、プエルト・リコ、ベネズエラと追跡し、ポプシー・ポップに追いついたマルコとシルバは争い、シルバが勝つ。シルバはダイヤを取り戻すとポプシー・ポップをあきらめ、町へ戻った。残されたマルコは裏切ったポプシー・ポップの首に手をかけるが、すでに憎しみは失っていた。ポプシー・ポップの眼を見たマルコの眼に涙が光る。

## キャスト
- ポプシー・ポップ - クラウディア・カルディナーレ
- マルコ - アンリ・シャリエール
- シルバ - スタンリー・ベイカー（英語版）
- フレディ - ヨアヒム・ハンセン

1975年7月9日に水曜ロードショー枠でテレビ放送された際には、クラウディア・カルディナーレを小原乃梨子が吹き替えている。

## スタッフ
- 監督 - ジャン・エルマン
- 原作 - アンリ・シャリエール
- 脚本 - アンリ・シャリエール、ジャン・エルマン
- 音楽 - フレデリック・ボトン（フランス語版）